# San Carlos (departement van Salta)
San Carlos is een departement in de Argentijnse provincie Salta. Het departement (Spaans:  departamento) heeft een oppervlakte van 5.125 km² en telt 7.208 inwoners.

## Plaatsen in departement San Carlos
- Amblayo
- Angastaco
- Animaná
- El Barrial
- La Angostura
- Mina Don Otto
- Monteverde
- Paraje Corralito
- Paraje San Antonio
- Payogastilla
- Pucará
- San Carlos
- Santa Rosa